# Kumbum

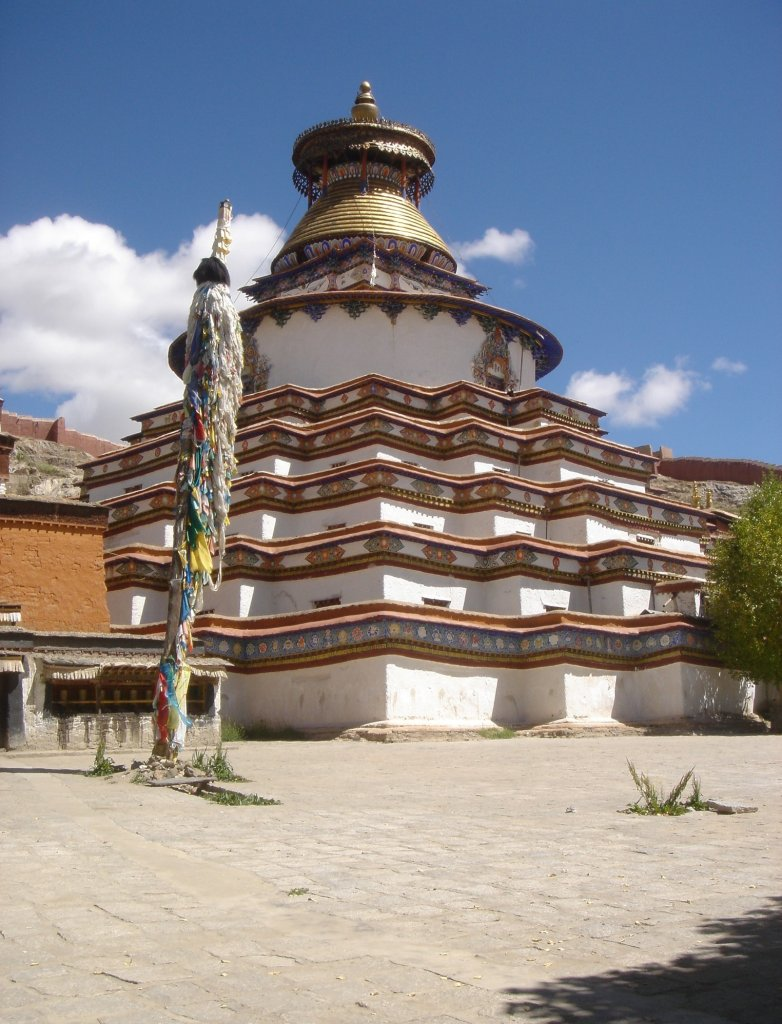
Der Gyantse-Kumbum

Ein Kumbum (tib.: sku 'bum; „Hunderttausend heilige Bilder“) ist ein Stupa, bzw. Chörten, der viele „heilige Bilder“ (bsp. Tsa-Tsas) enthält. Besonders bekannt ist der Kumbum der Pelkhor Chöde in Gyantse.
Kumbum ist außerdem Bestandteil des Namens des Klosters Kumbum Champa Ling.

Vier der hunderttausend heiligen Bilder im Gyantse-Kumbum
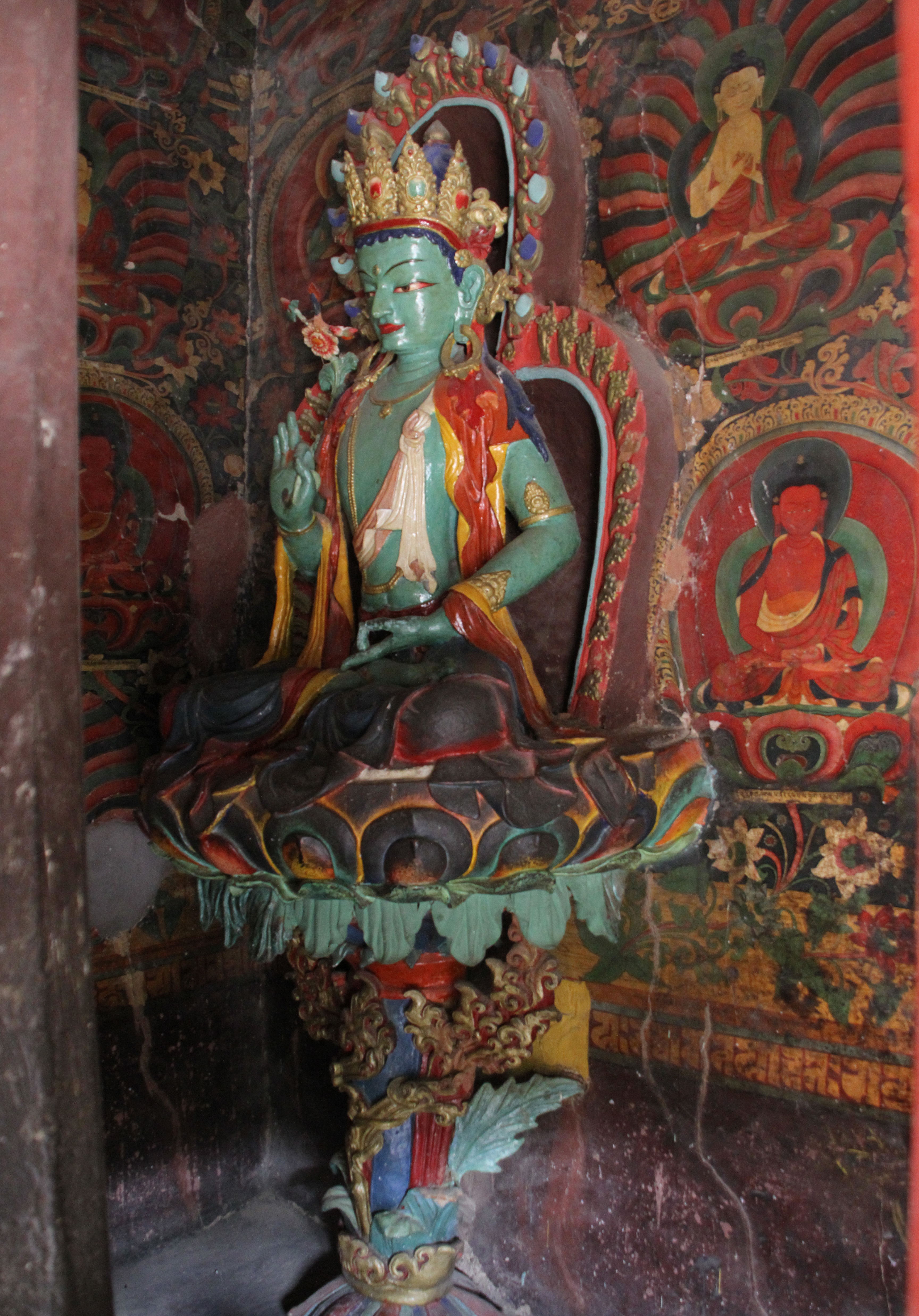
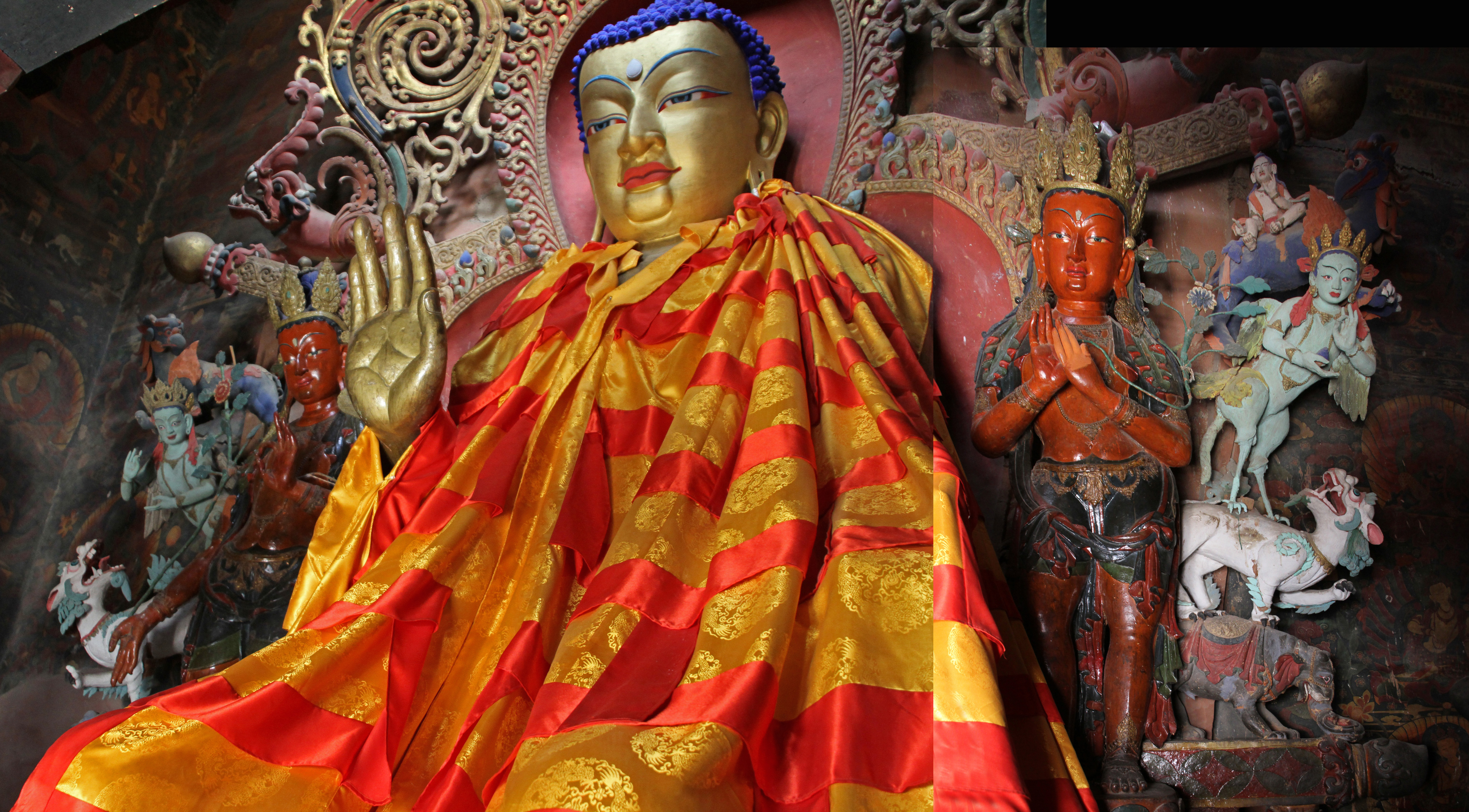
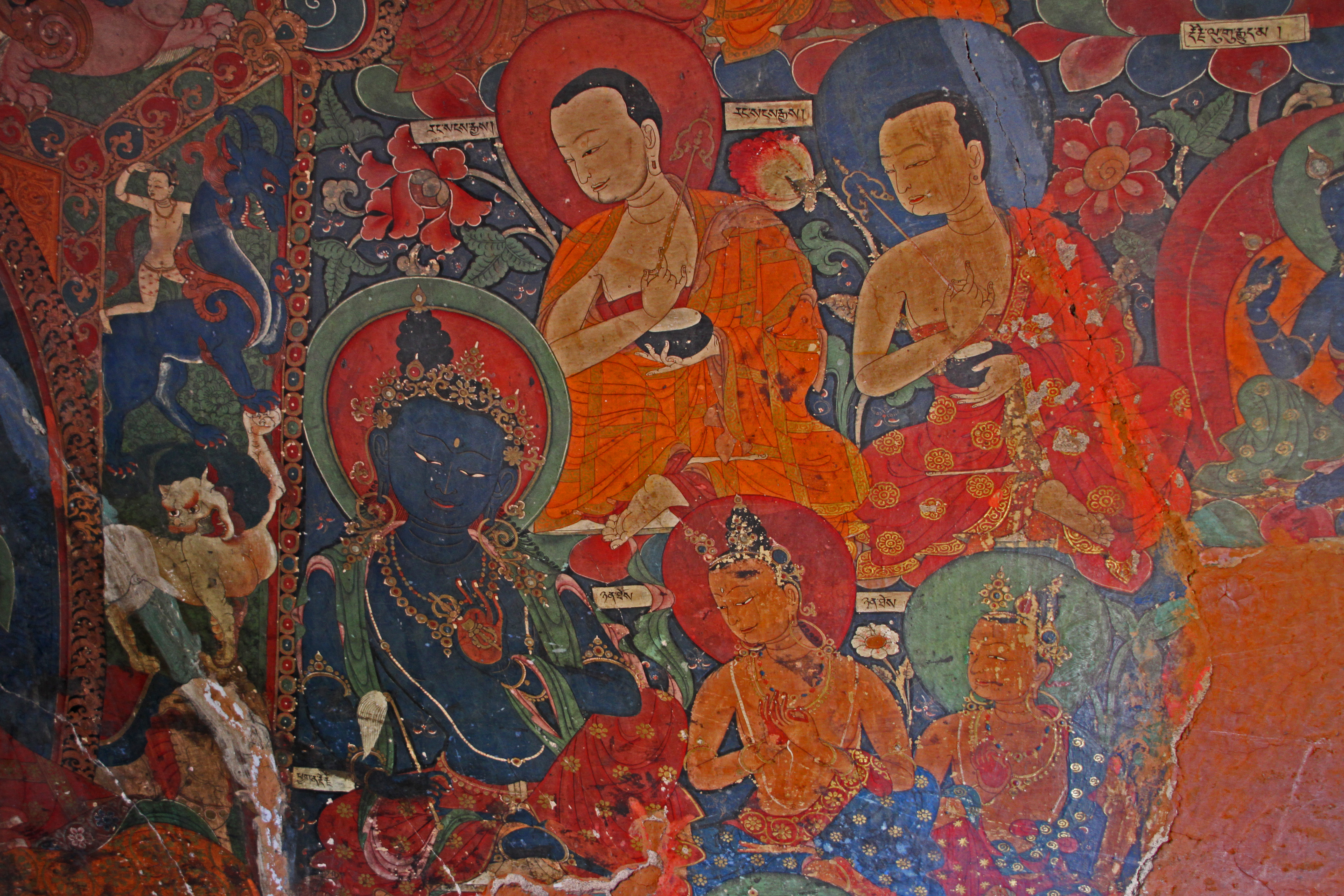
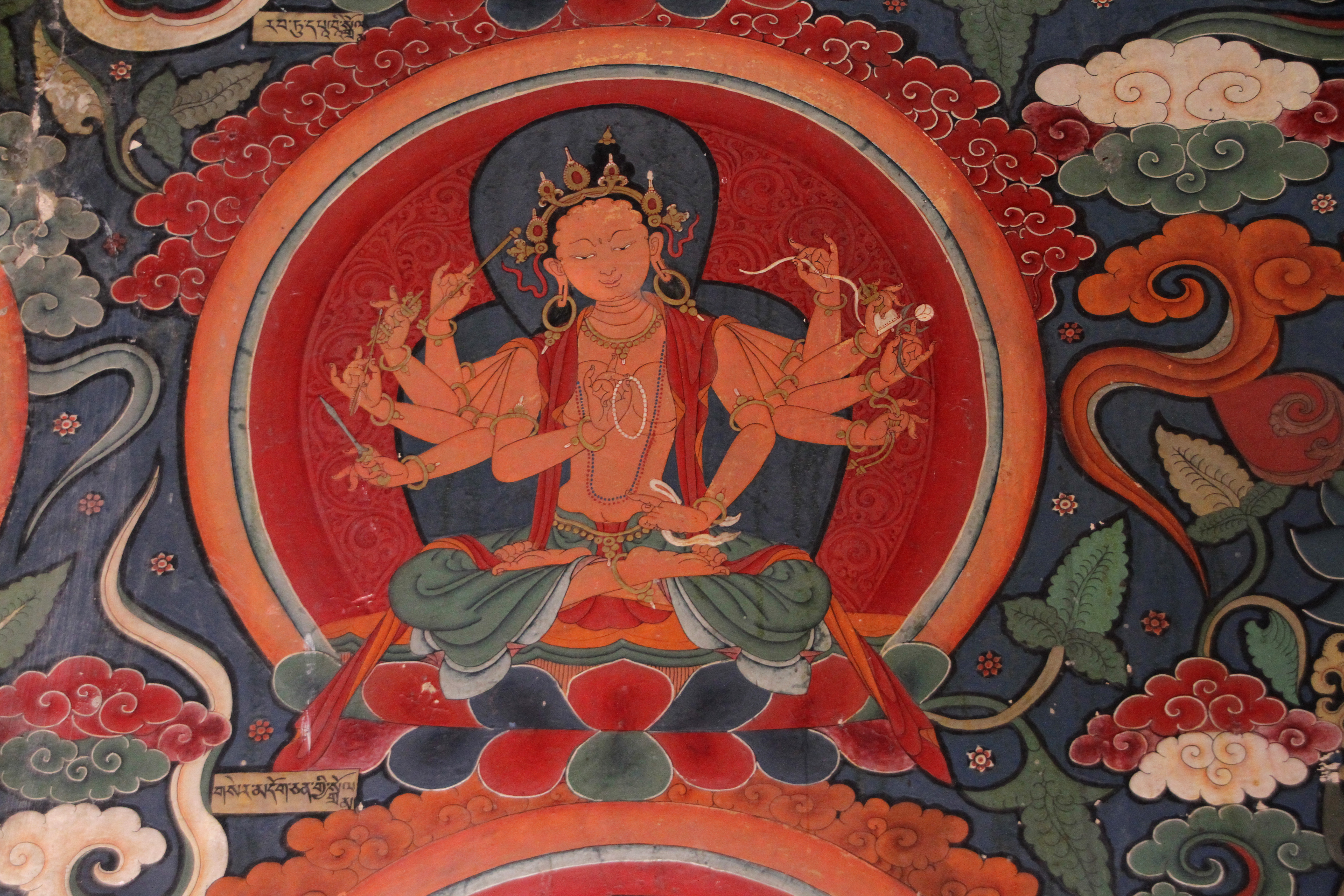